# Abdoul Tapsoba
Abdoul Fessal Tapsoba (ur. 23 sierpnia 2001 w Bobo-Dioulasso) – burkiński piłkarz grający na pozycji napastnika. Od 2025 jest zawodnikiem klubu Radomiak Radom.

## Kariera klubowa
Swoją karierę piłkarską Tapsoba rozpoczął w klubie z Wybrzeża Kości Słoniowej, ASEC Mimosas. W sezonie 2018/2019 zadebiutował w jego barwach w pierwszej lidze Wybrzeża Kości Słoniowej. W ASEC grał przez rok.
Latem 2019 roku Tapsoba przeszedł do Standardu Liège. W nim swój debiut zanotował 8 sierpnia 2020 w wygranym 1:0 domowym meczu z Cercle Brugge.
| Sezon   | Klub           | Kraj                     | Rozgrywki       | Mecze | Gole |
| ------- | -------------- | ------------------------ | --------------- | ----- | ---- |
| 2018/19 | ASEC Mimosas   | Wybrzeże Kości Słoniowej | Ligue 1 MTN     | ?     | ?    |
| 2019/20 | Standard Liège | Belgia                   | Eerste klasse A | 0     | 0    |
| 2020/21 | Standard Liège | Belgia                   | Eerste klasse A | 23    | 0    |

## Kariera reprezentacyjna
W reprezentacji Burkiny Faso Tapsoba zadebiutował 23 marca 2021 roku w wygranym 1:0 meczu kwalifikacji do Pucharu Narodów Afryki 2021 z Sudanem Południowym, rozegranym w Wagadugu.